# Celtologia

Nações celtas, onde a maioria dos falantes de línguas célticas estão concentrados.

A celtologia ou estudos celtas é a disciplina acadêmica que trata de produtos culturais dos povos celtas, como linguística, literatura e história da arte, com foco no estudo das variadas línguas célticas, vivas ou extintas.

## História
Estudos escritos dos celtas, suas culturas e línguas datam da Antiguidade Clássica, provavelmente se iniciando com Hecateu de Mileto no século VI a.C., e tendo como maiores representantes autores como Políbio, Posidônio, Pausânias, Diodoro Sículo, Júlio César e Estrabão. A celtologia moderna iniciou-se entre os séculos XVI e XVII, associada à redescoberta, publicação e tradução destes autores, com estudiosos como George Buchanan (que estudou as línguas gaélicas) e Edward Lhuyd (o primeiro a reconhecer o parentesco próximo entre irlandês, gaulês e britônico, em sua Archaeologia Britannica, publicada em 1707).
Os estudos de Sir William Jones no século XVIII sobre as línguas indo-europeias trouxeram maior atenção ao estudo da família celta, com progresso definitivo sendo mais tardiamente feito por Johann Kaspar Zeuss, que publicou sua monumental Grammatica Celtica entre 1851 e 1852, com uma gramática comparativa se valendo de diversas fontes primárias celtas, especialmente em irlandês antigo e galês médio. Seu trabalho foi seguido por outros alemães, como Franz Bopp, creditado com ter dado as provas definitivas da filiação indo-europeia da família celta, e Kuno Meyer, que cofundou em 1869 o Zeitschrift für celtische Philologie, o primeiro periódico acadêmico de estudos celtas, sendo publicado até hoje. O celtólogo alemão mais relevante provavelmente foi Rudolf Thurneysen, especialmente conhecido por seu extensivo estudo do irlandês antigo.
Em 1874, John Rhys tornou-se o primeiro professor de estudos celtas na Universidade de Oxford. Na mesma década, Henry Jenner iniciou seu interesse no córnico, sendo creditado como paragão de seu reavivamento na Cornualha.
Hoje, há universidades oferecendo cursos e departamentos de celtologia no Reino Unido, Irlanda, Estados Unidos, Canadá, Alemanha, Espanha, França, Rússia, República Tcheca, Polônia e Austrália.[carece de fontes?]